# Benoîte Rencurel
Benoîte Rencurel [benoat rankyrel] (česky přechýleně Benedikta Rencurelová, 16. září 1647 Saint-Étienne d'Avançon – 25. prosince 1718 Saint-Étienne d'Avançon) byla francouzská římskokatolická vizionářka, mystička a současnice krále Ludvíka XIV. Je známa pro mariánské zjevení v Laus z roku 1664 a zjevení Krista z roku 1673. V roce 1872 papež bl. Pius IX. otevřel kanonizační proces udělením titulu Služebnice Boží. Papež Benedikt XVI. jí udělil titul ctihodná v roce 2009.

## Život
Benedikta se narodila roku 1647 do chudé rodiny ve městě Saint-Étienne d'Avançon v provincii Dauphiné (nacházející se v současném departementu Hautes-Alpes). Po smrti otce v roce 1654 musela pracovat jako pastýřka, od roku 1659 dokonce pro dva majitele stád současně.
Od května 1664 se jí na pastvinách po dobu čtyř měsíců každý den zjevovala Panna Maria. Žádala o modlitby za hříšníky. V roce 1673 se Benediktě zjevil ukřižovaný Ježíš Kristus. Od té doby až do smrti měla Benedikta stigmata. Při setkání s Benediktou se děly události náhlých uzdravení a náboženských konverzí. Případ byl zkoumán světsky i církevně. Kanonizační proces byl započat v roce 1872 a stále pokračuje.